# Ataques escolares en China
En marzo de 2010 comenzó una serie de apuñalamientos masivos descoordinados, ataques con martillos y ataques con cuchillos en la República Popular China. La serie de ataques dejó al menos 90 muertos y unos 473 heridos. Como la mayoría de los casos no tenían un motivo conocido, los analistas han culpado a los problemas de salud mental causados por el rápido cambio social para el aumento de este tipo de asesinatos en masa e incidentes de asesinato y suicidio.

## Causas
El profesor Joshua Miller, presidente de Política de Bienestar Social en el Smith College, atribuyó los ataques al estrés causado por "cambios sociales rápidos, migraciones masivas, disparidades crecientes en la riqueza y debilitamiento de las tradiciones". Algunos sociólogos creen que algunos de estos ataques pueden deberse a que el gobierno de la República Popular China no diagnosticó ni trató las enfermedades mentales. Los perpetradores pueden sentirse víctimas del estrés debido a los rápidos cambios sociales en China durante los últimos 10 años causados por la privatización y la disminución de la seguridad social de China durante el periodo de reforma y apertura. Durante este tiempo, más y más trabajadores inmigrantes de áreas rurales se han mudado a ciudades como Shanghái para encontrar trabajo. Sin embargo, debido a que no tienen seguridad social (por el sistema hukou), muchos de ellos no tienen seguro médico. Debido a la crisis financiera de 2007-2008, algunos habían perdido sus trabajos, lo cual está estigmatizado en China, y habían tenido que regresar a sus pueblos natales sin trabajo ni empleo. La elección de las escuelas para la mayoría de los ataques significa que podrían ser delitos de imitación.

## Ataques

### 2010

#### Marzo de 2010
El 23 de marzo de 2010, Zheng Minsheng asesinó a ocho niños con un cuchillo en una escuela primaria en Nanping, provincia de Fujian. El ataque fue ampliamente informado en los medios de comunicación chinos lo que provocó temores de delitos de imitación. Luego de un juicio rápido, Zheng Minsheng fue ejecutado aproximadamente un mes después, el 28 de abril. Los medios informaron un historial de problemas de salud mental, pero la policía declaró que Zheng no tenía antecedentes de enfermedad mental, lo que contradice informes anteriores. Zheng dijo que realizó el ataque después de ser rechazado por una joven y sufrir un "trato injusto" por parte de la familia adinerada de la chica.
Abril de 2010
El 13 de abril, un hombre con una enfermedad mental atacó a puñaladas en la escuela primaria Xizhen en Xichang, en el sur de Guangxi, y mató a un niño de ocho años y a una transeúnte de 80 años. Fue el segundo ataque aleatorio contra escolares en tres semanas. También resultaron heridas cinco personas: dos niños, de siete y 12 años, una niña de siete años y una pareja de unos 30 años. El sospechoso que empuñaba un cuchillo, Yang Jiaqin, de 40 años, fue detenido.
El 28 de abril, apenas unas horas después de la ejecución de Zheng Minsheng en la vecina provincia de Fujian, en Leizhou, Guangdong , otro hombre armado con un cuchillo llamado Chen Kangbing, de 33 años, atacó la escuela primaria de Hongfu resultando heridos 16 alumnos y un profesor. Chen Kangbing había sido maestro en otra escuela primaria en Leizhou, pero estaba de baja por enfermedad mental Fue sentenciado a muerte por un tribunal en Zhanjiang en junio. 
El 29 de abril en Taixing , Jiangsu , Xu Yuyuan, desempleado y de 47 años, fue al jardín de infancia de Zhongxin y apuñaló a 28 estudiantes y dos maestros después de apuñalar al guardia de seguridad; la mayoría de los estudiantes de Taixing tenían 4 años. El ataque fue el segundo en China en solo dos días.
El 30 de abril, Wang Yonglai usó un martillo para causar lesiones en la cabeza a niños en edad preescolar en Weifang, Shandong, y luego usó gasolina para suicidarse por autoinmolación.

#### Mayo del 2010
Un atacante llamado Wu Huanming, de 48 años, mató a siete niños y dos adultos e hirió a otras 11 personas con un cuchillo de carnicero en un jardín de infancia en Hanzhong, Shaanxi, el 12 de mayo de 2010. Los primeros informes se eliminaron de Internet en China, por temor a que la cobertura masiva de tal violencia pudiera provocar ataques de imitadores. El atacante luego se suicidó en su casa; él era el propietario de la escuela, el jardín de infancia privado del Templo Shengshui, y había estado involucrado en una disputa en curso con el administrador de la escuela sobre cuándo la escuela se mudaría del edificio. 
El 18 de mayo de 2010 en el Instituto de Ciencia y Tecnología de Hainan, una escuela vocacional en Haikou, Hainan, más de 10 hombres entraron a un dormitorio empuñando cuchillos alrededor de las 2:30 am; después de atacar al guardia de seguridad y desactivar las cámaras de seguridad, 9 estudiantes resultaron heridos, 1 de gravedad. Los hombres locales atacaron el dormitorio en un acto de venganza y represalia contra los estudiantes universitarios luego del conflicto del día anterior en un puesto de comida fuera del campus en el que resultaron heridos 4 estudiantes, para un total de 13.

#### Agosto del 2010
El 4 de agosto de 2010, Fang Jiantang, de 26 años, acuchilló a más de 20 niños y miembros del personal con un cuchillo de 60 cm, matando a tres niños y una maestra en un jardín de infancia en Zibo, provincia de Shandong. De los heridos, otros 3 niños y 4 profesores fueron trasladados al hospital. Después de ser atrapado, Fang confesó el crimen. No había un motivo conocido. Desde principios de año, un total de 27 personas han muerto y al menos 80 han resultado heridas en varios ataques con cuchillo.

### 2011

#### Agosto del 2011
Ocho niños, de entre tres y cinco años, resultaron heridos en el distrito de Minhang, Shanghái, cuando una empleada de un centro de atención infantil para trabajadores inmigrantes cortó a los niños con una navaja. La mujer había trabajado allí durante años, pero se pensaba que tenía problemas psiquiátricos.

#### Septiembre del 2011
En septiembre de 2011, una niña y tres adultos que llevaban a sus hijos a la guardería fueron asesinados en Gongyi, Henan por Wang Hongbin, de 30 años, con un hacha. Otro niño y un adulto resultaron gravemente heridos pero sobrevivieron. El sospechoso es un agricultor local que se sospecha que tiene una enfermedad mental.

### 2012

#### Septiembre del 2012
El 21 de septiembre de 2012, tres niños murieron y 13 más resultaron heridos después de que un presunto paciente mental irrumpiera en una guardería en la región autónoma de Guangxi Zhuang y atacara a los estudiantes con un cuchillo. El sospechoso, Wu Yechang, de 25 años, fue atrapado en el lugar por agentes de policía, que corrieron a la guardería después de recibir llamadas de emergencia.

#### Diciembre del 2012
El 14 de diciembre de 2012, un aldeano de 36 años del pueblo de Chenpeng, provincia de Henan, apuñaló a 23 niños y a una anciana en la escuela primaria del pueblo cuando los niños llegaban a clase. El atacante fue inmovilizado en la escuela y luego arrestado. Todas las víctimas sobrevivieron y fueron atendidas en tres hospitales, aunque algunas resultaron gravemente heridas, con dedos u orejas cortadas, y tuvieron que ser trasladadas a hospitales más grandes para recibir atención especializada. El atacante, Min Yongjun, fue sentenciado a pena de muerte. Este ataque ocurrió el mismo día que la masacre de la Escuela Primaria de Sandy Hook, dando paso a comparaciones entre los dos fenómenos.

### 2013

#### Marzo del 2013
Un atacante con un cuchillo mató a dos familiares y luego acuchilló a 11 personas, incluidos seis niños, frente a una escuela en el centro comercial chino de Shanghái. El hombre, cuyo apellido fue dado como Zang, mató a su hermana y a la suegra de su hermana en su casa en una disputa familiar por dinero el miércoles, dijo el periódico Shanghai Daily. Luego, Zang atacó a padres e hijos frente a una escuela primaria en el distrito suburbano de Fengxian justo cuando terminaban las clases.
Dos niños murieron luego de que un miembro del personal los golpeara en una escuela primaria en el sur de China, informan los medios estatales. Los niños, que asistían a una escuela privada en la ciudad de Yulin, en la región de Guangxi Zhuang, murieron más tarde en el hospital, dice la agencia de noticias Xinhua.

#### Septiembre del 2013
Dos adultos murieron fuera de la escuela primaria de Balijie y otros 44 resultaron heridos después de que detonase un explosivo casero. La mayoría de los heridos eran escolares. Uno de los muertos es el atacante, que conducía su motocicleta durante la explosión.

### 2014

#### Mayo del 2014
Un hombre armado con un cuchillo de carnicero cortó a ocho niños en un patio de recreo. Ocho estudiantes resultaron heridos; uno resultó gravemente herido y otros siete sufrieron heridas leves. Un hombre de 35 años fue detenido.

#### Septiembre del 2014
Un hombre mató a puñaladas a tres niños en una escuela primaria en el centro de China y luego se suicidó saltando de un edificio, informó la prensa estatal. El atacante, identificado por su apellido Chen, irrumpió en la escuela primaria Dongfang en la provincia de Hubei alrededor de las 10:20 am, dijo la agencia de noticias Xinhua, citando al gobierno local. Blandiendo un cuchillo, el hombre apuñaló a ocho estudiantes y un maestro antes de quitarse la vida, según el informe.

### 2016

#### Febrero del 2016
Un hombre en el sur de China apuñaló a 10 escolares antes de suicidarse el lunes por la mañana, informaron medios estatales. Todos los niños sobrevivieron y fueron hospitalizados, informó la agencia de noticias estatal Xinhua. El incidente tuvo lugar en Haikou, la ciudad capital de la provincia insular sureña de Hainan. El motivo del ataque sigue sin estar claro.

#### Septiembre del 2016
Cuatro niños fueron asesinados a puñaladas cuando caminaban hacia su escuela. Se busca a un sospechoso de 56 años.

#### Noviembre del 2016
Alrededor de las 11:40 am, Lei Mingyue, de 58 años, ingresó a un centro de atención extraescolar en el distrito de Hantai y atacó con un hacha a los estudiantes que hacían fila para almorzar. Después de herir a siete alumnas de la escuela primaria Beiguan, huyó de las instalaciones e hirió a dos transeúntes durante su fuga. Más tarde fue arrestado por la policía y afirmó que llevó a cabo el ataque como venganza contra la sociedad después de que lo arrestaran dos veces por robo.

### 2017

#### Mayo del 2017
Un conductor enojado por la pérdida del pago de horas extras prendió fuego a su autobús escolar en la ciudad oriental de Weihai, matando a 13 personas, incluidos 11 niños de China y Corea del Sur. El conductor compró gasolina que encendió mientras el autobús viajaba a través de un túnel en la ciudad costera que alberga muchas empresas de Corea del Sur. La policía determinó que el fuego se inició en el piso del autobús junto al asiento del conductor, donde se encontró la tapa de un encendedor y residuos de gasolina. Las 13 personas a bordo del autobús murieron, incluido el propio conductor y un maestro.

#### Junio del 2017
El 15 de junio de 2017, un atentado con bomba en un jardín de infancia en el condado de Feng, Xuzhou, provincia de Jiangsu, este de China, mató al menos a ocho personas e hirió a otras 65. El perpetrador, Xu Taoran, de 22 años, murió en la explosión. La investigación posterior reveló que Xu tenía una enfermedad mental y estaba obsesionado con la muerte y la destrucción. La explosión ocurrió en la entrada del jardín de infantes, cuando los niños salían de la escuela. Dos personas murieron en el lugar y cinco sucumbieron a las heridas en el hospital. Nueve permanecieron en estado crítico después. Debido a la explosión de piezas de la bomba, más de 60 personas resultaron heridas y necesitaron atención médica.

### 2018

#### Abril del 2018
El número de muertos ha aumentado a nueve en el ataque con arma blanca del viernes fuera de una escuela secundaria en el noroeste de China supuestamente llevado a cabo por un exalumno que buscaba venganza por haber sido intimidado. El gobierno del condado de Mizhi en la provincia de Shaanxi informó que otras 10 personas han sido hospitalizadas con heridas como resultado del alboroto afuera de la Escuela Secundaria No. 3 en el área rural que tuvo lugar cuando las clases terminaban por la noche.

#### Junio del 2018
El 28 de junio, frente a la Escuela Primaria Mundial de Idiomas Extranjeros de Shanghai, una de las mejores escuelas primarias privadas de la ciudad, un hombre atacó a tres escolares y a una madre con un cuchillo de cocina, hiriendo fatalmente a dos niños y lesionando a los demás. Según un comunicado de la policía de Shanghái, publicado en su cuenta de Weibo, el atacante, de 29 años, fue atrapado por peatones en el lugar. Desempleado, llegó a Shanghái a principios de junio pero no pudo encontrar trabajo. Para “vengarse de la sociedad”, decidió cometer el crimen, dijo el hombre a la policía.

#### Octubre del 2018
Una agresora con un cuchillo hirió a 14 niños en un jardín de infantes en la ciudad de Chongqing, en el oeste de China, el viernes por la mañana, informó la policía. La atacante, una mujer de 39 años, fue detenida. Ningún motivo del asalto fue publicado de inmediato.

### 2019

#### Enero del 2019
Un hombre de 49 años ha sido arrestado después de atacar con un martillo a 20 niños en una escuela primaria en Pekín. El gobierno del distrito de Xicheng dijo en una publicación en su cuenta de Weibo que tres de los niños sufrieron heridas graves y se encuentran estables. No hubo informes de muertes.

#### Marzo del 2019
En la tarde del 14 de marzo de 2019, un hombre atacó a estudiantes cerca de la Escuela Primaria Guanghuadao y 17 estudiantes resultaron heridos.

#### Septiembre del 2019
Un atacante mató a ocho estudiantes e hirió a otros dos en una escuela primaria en el centro de China el primer día del nuevo semestre, dijo la policía el martes. El ataque ocurrió alrededor de las 8 a. m. del lunes en la aldea Chaoyangpo de la ciudad de Enshi en la provincia de Hubei, dijo la policía de Enshi en un comunicado. El sospechoso era un hombre de 40 años de apellido Yu. No se reveló cómo los niños fueron atacados y el motivo del ataque no estaba claro. Según el periódico Southern Weekly, con sede en Guangzhou, que citó al personal de la prisión de Hubei, el sospechoso fue liberado en junio pasado después de cumplir su condena por intento de asesinato.

#### Noviembre del 2019
Más de 50 personas, casi todos niños pequeños, fueron hospitalizados en el suroeste de China el martes después de que un hombre irrumpiera en un jardín de infantes y los rociara con un químico corrosivo como “venganza contra la sociedad”. Cincuenta y un niños y tres maestros resultaron heridos en el ataque en Kaiyuan, en la provincia de Yunnan, dijeron las autoridades locales. Dos resultaron gravemente heridos, pero sus lesiones no pusieron en peligro sus vidas, según un informe de la agencia de noticias Xinhua.

### 2020

#### Junio del 2020
39 personas (37 estudiantes y dos adultos) resultan heridas en un ataque con arma blanca en una escuela primaria. Los estudiantes sufrieron heridas leves; dos adultos sufrieron heridas más graves.

#### Diciembre del 2020
El 27 de diciembre de 2020, siete personas murieron y otras siete resultaron heridas durante un apuñalamiento masivo frente a una escuela en Kaiyuan, en la provincia de Liaoning. Como la escuela estaba cerrada en el momento del incidente, ningún estudiante o maestro resultó herido. Las víctimas eran todas transeúntes, principalmente mujeres de mediana edad o ancianas. El atacante luego apuñaló e hirió a un policía antes de ser arrestado.

### 2021

#### Abril del 2021
El 29 de abril de 2021, un hombre armado con un cuchillo irrumpió en una escuela matando a dos niños e hiriendo a otros 16. El apuñalamiento masivo ocurrió en Beiliu, una ciudad en la Región Autónoma de Guangxi Zhuang, en el sur de China. Un hombre de apellido Zeng, de 24 años, fue detenido por la policía. Las autoridades no confirmaron el motivo del ataque, pero los medios de comunicación de Hong Kong, incluidos los diarios Oriental Daily y Apple Daily, informaron que el sospechoso se estaba divorciando y que su esposa trabajaba en la escuela.

### 2022

#### Agosto del 2022
El 3 de agosto de 2022, tres personas murieron y otras seis resultaron heridas en un ataque con cuchillo en un jardín de infantes en la provincia de Jiangxi, en el sureste de China. El sospechoso, identificado como Liu Xiaohui, de 48 años, huyó a una zona montañosa de un condado vecino después del ataque y fue arrestado 12 horas después.

### 2023

#### Abril del 2023
A las 17:00 horas del 19 de abril, un estudiante mentalmente inestable apuñaló a siete personas en el campus de Qingdao de la Universidad de Ciencia y Tecnología de Shandong con un cuchillo, matando a una de ellas. Posteriormente fue arrestado.

#### Julio del 2023
El 10 de julio, seis personas murieron y una resultó herida en un apuñalamiento masivo en una guardería en Lianjiang, provincia de Guangdong. El sospechoso, un hombre de 25 años de apellido Wu, fue arrestado por la policía.